# Tecnica del peso
La tecnica del peso è una tecnica pianistica nata ad inizio del XX secolo ad opera di Rudolf Breithaupt.
Nacque ad opera di alcuni didatti non  concordi nell'utilizzo della, a loro avviso obsoleta, tecnica di dito o digitale, basata sull'immobilizzazione della mano e articolazione delle dita. Questo nuovo metodo di suonare il pianoforte è basato sulla scioltezza, sulla rilassatezza, sulla bellezza del suono e del legato, ottenuti dalla "presa" delle dita. Esse sfruttano i muscoli flessori dell'avambraccio per sostenere tutto il peso della catena spalla-gomito-polso. Questo tipo di tecnica, secondo alcuni pianisti, non permette un adeguato sviluppo dell'abilità delle dita, le quali rimangono "condizionate" perennemente dal peso del braccio. Alcuni pianisti promuovono una tecnica pianistica di tipo integrato o ipoarticolatoria, volta a sviluppare abilità digitale senza rinunciare all'ausilio del braccio, il quale rimane fondamentale protagonista nell'esecuzione del repertorio pianistico propriamente detto.

## Origini
La tecnica del peso è sintetizzata per la prima volta da Rudolf Breithaupt nella sua opera Die natürliche Klaviertechnik (La tecnica pianistica naturale). Breithaupt affianca la sua esperienza pianistica agli studi del medico e fisiologo Friedrich Adolf Steinhausen e scrive di "non pensare alle dita" e di "non voler suonare con le dita". In Italia questa tecnica è sostenuta dal M° Brugnoli, che pubblica il Trattato sull'insegnamento razionale del pianoforte e sulla motilità muscolare nei suoi aspetti psicofisiologici, edito nel 1926 a Milano. Brugnoli cerca di coniugare i principi di Breithaupt del rilassamento con la "presa", sottolineando soprattutto quest'ultimo aspetto.